# Gianni e Pinotto contro l'uomo invisibile
Gianni e Pinotto contro l'uomo invisibile (Bud Abbott Lou Costello Meet the Invisible Man) è un film del 1951 con la coppia Bud Abbott e Lou Costello nei panni di Gianni e Pinotto.
Il film è il terzo della serie di sette film dove Gianni e Pinotto incontrano personaggi del cinema horror. Il primo "incontro" fu con Frankenstein ne Il cervello di Frankenstein. Fu seguito da Gianni e Pinotto e l'assassino misterioso, interpretato da Boris Karloff. Dopodiché vennero l'uomo invisibile, Kidd il pirata, Gianni e Pinotto contro il dr. Jekyll, Il mistero della piramide ed infine Abbott and Costello Meet the Keystone Kops.
Gli effetti speciali per questo film furono creati da David Horsley, che lavorò anche ne Il ritorno dell'uomo invisibile, La donna invisibile e Joe l'inafferrabile.

## Trama
Gianni e Pinotto si laureano come investigatori privati (anche se la laurea di Pinotto viene comprata dal suo compagno) e aprono uno studio insieme. Il primo giorno di lavoro arriva un uomo che corrisponde alla descrizione di un pugile ricercato dalla polizia, di nome Tommy Nelson. Pinotto si tira subito indietro per non avere niente a che fare con quell'uomo mentre Gianni sostiene che se fosse veramente il colpevole non si rivolgerebbe ad una coppia di detective. Tommy li accompagna a casa sua e li fa attendere nell'ingresso mentre lui, la sua ragazza ed un dottore vanno in un laboratorio. Qui Tommy assiste ad un esperimento del dottore che fa diventare invisibile una cavia iniettandole un siero di sua invenzione. Tommy pensa che quello sia l'unico modo per sfuggire alla polizia che sta per arrivare a casa sua e prega il dottore di farlo diventare invisibile. Il dottore si rifiuta categoricamente per due motivi: il primo è che non ha ancora trovato il siero per far tornare visibili, il secondo è che a lungo andare l'essere invisibile potrebbe rendere la gente pazza.
Tommy riesce con un espediente a far uscire la sua ragazza e il dottore dalla stanza e si inietta il siero dopodiché esce da una porta secondaria. Pinotto vede Tommy diventare invisibile pian piano e quando lo racconta alla polizia viene condotto da uno psichiatra. Neanche Gianni crede al suo compagno ma deve cambiare opinione quando lo "vede" con i suoi occhi. In questo secondo incontro Tommy spiega come stanno le cose: il suo manager si era accordato per far perdere a Tommy un incontro di boxe contro un  certo Rocky Hanlon in cambio di una discreta somma di denaro, ma Tommy ha vinto comunque l'incontro. Dopo il match il manager è stato ucciso nello spogliatoio e un poliziotto corrotto ha sostenuto che l'unico ad andare era stato Tommy Nelson.
Ora Tommy ha bisogno dell'aiuto dei due detective per dimostrare la sua innocenza. Pinotto, grazie all'aiuto di Tommy, riesce a far credere a tutti di essere un grande pugile e organizza un match proprio contro Rocky. Anche in questo caso gli viene offerta una somma di denaro per perdere al quinto round che lui accetta. Pinotto ovviamente è d'accordo con Tommy e non ha intenzione di perdere mentre Gianni cerca di convincerlo a farsi sconfiggere per evitare di essere ucciso in quanto suo manager. Il match va come Nelson aveva programmato e riesce a far vincere Pinotto. Dopo l'incontro arrivano dei sicari nello spogliatoio ma grazie all'aiuto di Nelson vengono uccisi. Rocky e il suo manager vengono arrestati e cadono tutte le accuse nei confronti di Tommy. Grazie ad una trasfusione di sangue (quello di Pinotto) torna anche visibile.